# Ornithogalum rupestre
Ornithogalum rupestre är en sparrisväxtart som beskrevs av Carl von Linné d.y.. Ornithogalum rupestre ingår i släktet stjärnlökar, och familjen sparrisväxter. Inga underarter finns listade i Catalogue of Life.